# New Testament
New Testament è una raccolta della band speed thrash metal canadese Exciter, pubblicato nel 2004 dalla Osmose Productions.

## Tracce
1. Rising Of The Dead – 3:24
2. Violence & Force – 4:01
3. Rule With An Iron Fist – 3:47
4. Rain Of Terror – 4:54
5. Brutal Warning – 3:50
6. Victims Of Sacrifice – 4:47
7. The Dark Command – 2:38
8. I Am The Beast – 0:53
9. Pounding Metal – 2:58
10. Stand Up & Fight – 2:43
11. Heavy Metal Maniac – 3:49
12. Blackwitch – 9:05
13. Burn At The Stake – 4:57
14. Long Live And Loud – 4:03
15. Ritual Death – 5:30

## Formazione
- Jacques Belanger - voce
- John Ricci - chitarra, basso
- Rick Charron - batteria